# Herr Gott, Beherrscher aller Dinge
Herr Gott, Beherrscher aller Dinge (Seigneur Dieu, souverain de toutes choses)(BWV 120a), est une cantate religieuse de Johann Sebastian Bach composée à Leipzig en 1729 pour un mariage mais la musique ne nous est parvenue qu'incomplètement. Il manque en effet les parties de trompettes et timbales ainsi que des parties de hautbois et de violons. La cantate est basée sur Gott, man lobet dich in der Stille (BWV 120) dont elle reprend des éléments mais dans un ordre différent. Il est donc possible de la reconstituer à partir de cette cantate source. Elle aurait peut-être été jouée la première fois après le 28 avril 1729, à Leipzig, probablement.
Cette cantate BWV contenait aussi deux pièces qui devaient être jouées après le mariage : une sinfonia semblable au mouvement d'ouverture de la cantate Wir danken dir, Gott, wir danken dir (BWV 29) et un choral final semblable à celui de la cantate Lobe den Herren, den mächtigen König der Ehren (BWV 137).
Le texte est de Joachim Neumann pour le huitième mouvement, d'une litanie pour le cinquième mouvement et d'auteur inconnu pour le reste.

## Structure et instrumentation
La cantate est écrite pour trois trompettes, timbales, deux hautbois d'amour, deux hautbois, deux violons, alto et basse continue, avec trois voix solistes (alto, ténor, basse) et chœur à quatre voix. Un orgue obligé est de plus utilisé dans la sinfonia.
Il y a neuf mouvements :
1. chœur : Herr Gott, Beherrscher aller Dinge (parodie de BWV 120/2)
2. récitatif (ténor, basse et chœur) : Wie wunderbar, O Gott, sind deine Werke
3. chœur : Nun danket alle
4. aria (soprano) : Leit', o Gott, durch deine Liebe (parodie de BWV 120/4)
5. sinfonia en ré majeur (semblable à la sinfonia de BWV 29/1. parodie de BWV 1006/1)
6. récitatif (ténor et chœur) : Herr Zebaoth, Herr, unsrer Vater Gott
7. aria duo (alto et ténor) : Herr, fange an und sprich dn Segen (parodie de BWV 120/1)
8. récitatif (basse) : Der Herr, Herr unser Gott sei so mit euch
9. choral : Lobe den Herren, der deinen Stand sichtbar gesegnet (parodie de BWV 137/5)